# لاندندری (نیوهمپشایر)
لاندندری (به انگلیسی: Londonderry) شهری در ایالت نیوهمپشایر کشور ایالات متحده آمریکا است که جمعیت آن در سرشماری سال ۲۰۱۰ میلادی، ۱۱٬۰۳۷ نفر بوده‌است.

## نگارخانه

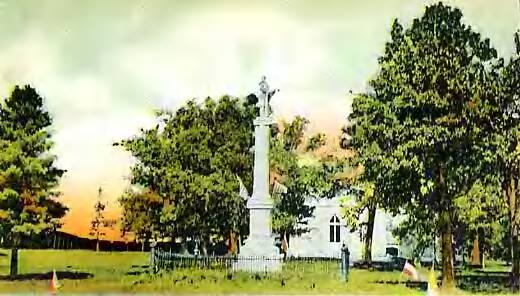
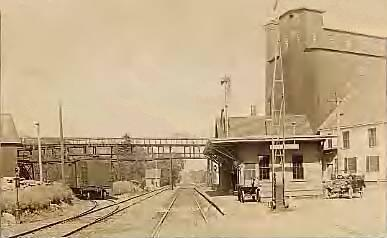
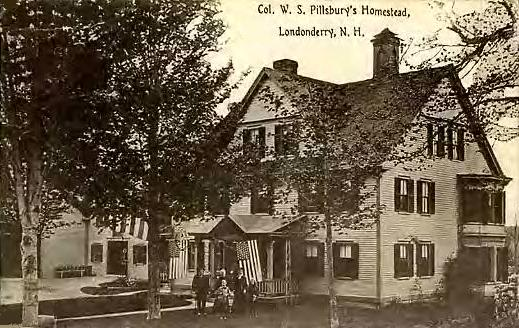